# Ardachu
Ardachu is een dorp ten westen van Rogart in Sutherland in de Schotse Hooglanden.